# 石井久美子
石井 久美子（いしい くみこ、1994年9月7日 - ）は、日本のバレリーナである。8歳でバレエを始め、2011年にワガノワバレエ学校の留学オーディションに合格した。2013年に同校を卒業した後、ロシア・サンクトペテルブルクのマリインスキー・バレエへの入団を許可された。マリインスキー・バレエにおいて、日本人として初の入団者である。著書に『胸椎伸展　10分寝るだけストレッチ』（主婦と生活社）。

## 経歴

### マリインスキーを目指して
東京都出身。バレエを始めたのは8歳のときで、友人が通う東京バレエ劇場での体験レッスンが契機であった。当初は体が硬かったため、「泣きながらストレッチの練習をした」という。
幼い頃はバレエが好きなのか自分ではわからなかったものの、東京バレエ劇場、橘バレヱ学校、祥子バレエ研究所、東京バレエ学校などさまざまな教室でほぼ毎日レッスンに通っていた。教えを受けた指導者の中にはロシアからの教師もいたため、やがてマリインスキー・バレエに憧れを抱くようになった。石井にとって特に忘れがたい指導者は、キエフ・バレエ団のダンサーだったアルメニア出身のジャンヌ・マラジャンだったという。マラジャンなどの指導者から本格的なロシア派のバレエを学ぶ機会を得たことは、後の石井にとって大きな財産となった。
石井はマリインスキーのダンサーをDVDで見ながら、「こうすればきれいに見せられる」と研究を重ねた。彼女が特に憧れたのは、マリインスキーの看板プリマの1人であるウリヤーナ・ロパートキナ（ru:Лопаткина, Ульяна Вячеславовна）であった。
石井に転機が訪れたのは、高校2年生だった2011年の夏のことであった。当時の指導者が彼女の親に「しっかり自立させるために留学させては」と勧め、日本国内で行われているワガノワバレエ学校の留学オーディションを受けることになった。石井自身もロシア・バレエの「完璧な美しさ」を強く好んでいるため、ロシア以外への留学は一切考えていなかった。
石井はオーディションに合格し、ワガノワバレエ学校に留学することになった。ただし、石井自身はオーディション合格について嬉しかったものの、本当は留学したくなかったという。それは幼少時からワガノワバレエ学校のDVDをすべて見ていて、「自分とは次元が違う」と思っていたためであった。
ワガノワバレエ学校はロシア・バレエの教育機関として最高峰的な存在であり、旧ソヴィエト時代には、外国人留学生はごく少数の厳選された人数のみを受け入れていた。これには、ワガノワバレエ学校と関わりの深いマリインスキー・バレエでの舞踊スタイルの統一を重視するという意味も含んでいた。旧ソヴィエトの崩壊以後は外国からの留学生を受け入れる方向に転じ、日本人も多くなっている。
石井がロシアに入国したのは、ちょうど17歳になったその日のことであった。周囲と自らを見比べて「あ、もう無理だ」と思ったというが、かえってそのときから「もう開き直ってやるしかない」と決意を固め、自主的にレッスンに取り組むようになった。バレエ学校では世界的な人気バレエダンサー、ディアナ・ヴィシニョーワやオリガ・スミルノワ（ru:Смирнова, Ольга (балерина)）を育てたリュドミラ・コワリョーワに師事した。コワリョーワは基本的に日本人留学生には優しく接していたが、石井1人だけには厳しい態度で臨み「あなたは全然だめ」と怒ってスタジオから出て行ったことさえあった。このいじめかとさえ思われた石井への態度は、ロシアからの生徒と平等に扱うというコワリョーワの方針で彼女への期待の表れでもあり、石井も後に深く感謝していた。
他国からの留学生については、高い倍率を勝ち抜いて入学を果たしたロシアからの生徒にはほとんどレベルが及ばず、卒業証書さえ出されないことが多かった。ワガノワバレエ学校などのロシア国立バレエ学校では卒業試験がすなわち国家試験でもあり、この試験に合格することがマリインスキー・バレエやボリショイ・バレエ団などロシア国立のバレエ団への入団資格を獲得する条件である。
さらに留学生向けの教育プログラムは正規のロシア人生徒とは異なっていて、学校公演も留学生とロシア人生徒の公演に分けられている。2013年に卒業を迎えた石井は2つの公演の両方に配役されて踊り、卒業証書を受け取ることもできた。石井自身の言によれば、その年に留学生で卒業証書を授与されたのは、彼女を含めて2人だけであったという。
マリインスキー・バレエに入団できる者は、ワガノワバレエ学校の成績上位10人程度に限られるという厳しい条件であった。コワリョーワが指導する卒業試験のクラスレッスンが終了した後、石井は彼女から興奮気味に声をかけられた。そのときのコワリョーワは、ユーリ・ファテーエフ（マリインスキー・バレエ芸術監督）が石井を気に入ったようだと何回も言い続けていた。そして学校の掲示板に「マリインスキー・バレエからの招待状」が貼り出され、そこには彼女の名前があった。

### マリインスキー入団後
石井は2013年9月に、日本人として初めてマリインスキー・バレエに入団した。通常、バレエ団への入団当初はコール・ド・バレエの一員として舞台に出るが、石井の場合は最初から少人数で踊る役やソリストクラスの役を任された。石井は「もっときれいなロシア人がいるのに私を採用してくれた。期待されていることが分かる」と語り、「絶対に、ちゃんと踊れるようにならないと、すごく焦ってます」と続けていた。
入団後の石井には、マルガリータ・クリークが指導者となった。クリークは1990年代にマリインスキー・バレエで多くの主役を務め、後に指導者となってキミン・キムなどを育てていた。
入団して2シーズン目のイタリアツアー中に石井はひざを痛め、片脚で立つことさえできなくなって2日目で降板することになった。不安のあまり毎日泣いてばかりだった彼女を救ったのは、周囲にいるロシア人の考え方であった。「治して復帰すればいい、けがをしないように気をつけるが、してしまったものは仕方がない」という前向きさが、落ち込んだりくよくよ悩みがちだったりの彼女に好影響を与えた。
石井は2015年の読売新聞とのインタビューで、マリインスキー・バレエでの初舞台の日や演目について「覚えてないんです」と答えていた。「いっぱい踊ったし、リハーサル回数が少ない。何をやったのか、3日前のことも覚えてません」と語っている。この言葉には、プロのバレエダンサーにとって舞台こそが練習場であるという意味を含んでいて、彼女も「2回、3回目になるとよりよく踊れている自信があります」と述べていた。
マリインスキー・バレエでは『愛の伝説』、『ドン・キホーテ』などでソリストクラスの役を踊った。2015年には、マリインスキー・バレエの日本公演で『愛の伝説』と『白鳥の湖』に出演を果たした。
2020年3月、2019年新型コロナウイルス感染症の世界的流行により、ロシアから一時帰国。同年8月、マットピラティスインストラクターの資格を取得。同年中にロシアに戻っていたが、12月にコロナウイルスに感染し、緊急入院。後遺症（線維筋痛症）が残り、療養とリハビリのため帰国している。
2022年1月、石井久美子バレエプロジェクト株式会社を設立した。自らのメソッドを体系的に構築し、プライベートおよび少人数のグループレッスンを開講している。

## 評価と人物
石井は身長が169センチメートルと長身で、身体能力および舞踊技巧にも優れている。石井をマリインスキー・バレエに入団させたユーリ・ファテーエフはその理由について「彼女がワガノワできちんと教育を受けているから。そしてマリインスキーのダンサーにふさわしい身体条件を備えていたからです」と高く評価した。
バレエ学校では周囲にいる容姿も技術も秀でたロシア人生徒と自分を比べて劣等感に苛まれたり厳しいレッスンに落ち込んだりして、母親に泣きながら電話をかけることもあったという。留学して1か月後に足首を捻挫して3か月間の療養を余儀なくされたが、彼女は落ち込むことなく次につながるチャンスとしてとらえた。動けない時期は、昼間はレッスン見学の合間に筋力トレーニングに励み、夜はロシア語の勉強に充てた。その成果は留学生活の2年目に現れ、レッスンでの注意がよく理解できるようになり、学校公演でも役がつくようになった。
石井は持ち前の明るい性格に加えて、日々バレエに向き合う姿勢は真摯であり、周囲にいるダンサーたちからも信頼され好かれている。彼女は目標とするダンサーとしてウリヤーナ・ロパートキナの名前を挙げ、「テクニックよりも、身体のラインの美しさをめざしたい」と語っていた。
ロシアでの生活は、朝のクラスレッスンに始まり、午後は配役ごとのリハーサル、そして夜は舞台本番という日々であり、公演数の多さに加えてロシア国外での公演ツアーもあるため多忙である。ときには公演当日の朝にキャスト表が貼り出されて、夜までに振付を覚えねばならないこともあるが、石井自身は「このエキサイティングな日々が気に入っています」とその充実を語っていた。